# Michaël Gillon
Michaël Gillon (Liège, 1974 –) belga csillagász és asztrofizikus.  Az exobolygók; WASP-18 b és a  Chariclo (10199) gyűrűk felfedezője.

## Életrajz
Michaël Gillon a Liege-i egyetemen végezte tanulmányait biokémia és fizika szakon. 2003-ban PhD hallgató asztrofizikai, genetikai és a biokémiai szakon, 2006 márciusában védte meg doktori értekezését fotometriából az exobolygók átvonulása CoRoT projektben. Otthagyva a Liege-i egyetemet közel három évre a Genfi Egyetem csillagvizsgálójába ment. Tartózkodása alatt részt vett a forró Jupiter WASP-18 b felfedezésében.
2009 januárjában visszatért a Liege-i egyetemre, ahol folytatta az exobolygók és fizikai jellemzésükkel kapcsolatos munkáját. Ennek része a trappista projekt, amelyben ő az exobolygók vezető kutatója.
E projekt eredményei - 2010 közepén és 2012 végén harminc exobolygó észlelése - számos publikációban megjelentek.
2013-ban nevezték ki a Kheopsz tudományos csapat tagjává belga kollégájával, Valerie Van Grootel együtt.
2017. február 22-én a NASA hivatalosan is bejelentette a Michaël Gillon által vezetett nemzetközi csapat általi hét exobolygó felfedezését. Ezeket az exobolygókat, úgynevezett trappist-1 b, c, d, e, f, g, h, részben a Spitzer űrtávcsővel találták meg több megfigyelővel, beleértve az Európai Déli Obszervatóriumot is.
A Spitzer-űrtávcső segítségével egy tőlünk 40 fényévre található csillag, a Trappist-1 körül hét Föld-szerű és nagyságú bolygót fedeztek fel, melyek közül három a lakható övezetben van. A kutatók szerint a három bolygó közül bármelyiken lehet folyékony víz.

## Publikációi (válogatás)
- M. Gillon, B.-O. Demory, V. Van Grootel u. a.: Two massive rocky planets transiting a K-dwarf 6.5 parsecs away. In: Nature Astronomy. Nr. 1, 2017, Artikel 56. doi:10.1038/s41550-017-0056.
- M. Gillon, A. H. M. J. Triaud, B.-O. Demory u. a.: Seven temperate terrestrial planets around the nearby ultracool dwarf star TRAPPIST-1. In: Nature. Band 542, 2017, S. 456.
- M. Gillon, B.-O. Demory, C. Lovis u. a.: The Spitzer search for the transits of HARPS low-mass planets. II. Null results for 19 planets. In: Astronomy and Astrophysics. 2017, S. 601.
- J. de Wit, H. R. Wakeford, M. Gillon u. a.: A combined transmission spec- trum of the Earth-sized exoplanets TRAPPIST-1 b and c. In: Nature. Band 537, 2016, S. 69.
- M. Gillon, E. Jehin, S. M. Lederer u. a.: Temperate Earth-sized planets tran- siting a nearby ultracool dwarf star. In: Nature. Band 533, 2016, S. 221.
- B.-O. Demory, M. Gillon, J. de Wit u. a.: A map of the large day-night tem- perature gradient of a super-Earth exoplanet. In: Nature. Band 532, 2016, S. 207.
- M. Gillon, A. H. M. J. Triaud, E. Jehin u. a.: Fast-evolving weather for the cool- est of our two new substellar neighbours. In: Astronomy & Astrophysics. Band 555, 2013, Artikel L5.
- B.-O. Demory, M. Gillon, S. Seager u. a.: Detection of Thermal Emission from a Super-Earth. In: Astrophysical Journal Letters. Band 751, 2012, Artikel L28.
- X. Bonfils, M. Gillon, S. Udry u. a.: A hot Uranus transiting the nearby M dwarf GJ3470. Detected with HARPS velocimetry. Captured in transit with TRAPPIST photometry. In: Astronomy & Astrophysics. Band 546, 2012, Artikel A27.
- B.-O. Demory, M. Gillon, D. Deming u. a.: Detection of a transit of the super-Earth 55 Cancri e with warm Spitzer. In: Astronomy & Astrophysics. Band 533, 2011, Artikel A114.
- M. Gillon, F. Pont, B.-O. Demory u. a.: Detection of transits of the nearby hot Neptune GJ 436 b. In: Astronomy & Astrophysics. Band 472, 2007, Artikel L13.

## Díjai
- 2016. szeptember 15-én a vallon érdemrend lovagjává ütötte.